# Kathryn P. Hire
Kathryn Patricia Hire (Alabama, Estados Unidos, 26 de agosto de 1959) también conocida Kay Hire, es una astronauta y capitana estadounidense de la United States Naval Reserve (USNR), que ha volado en dos misiones espaciales.

## Biografía

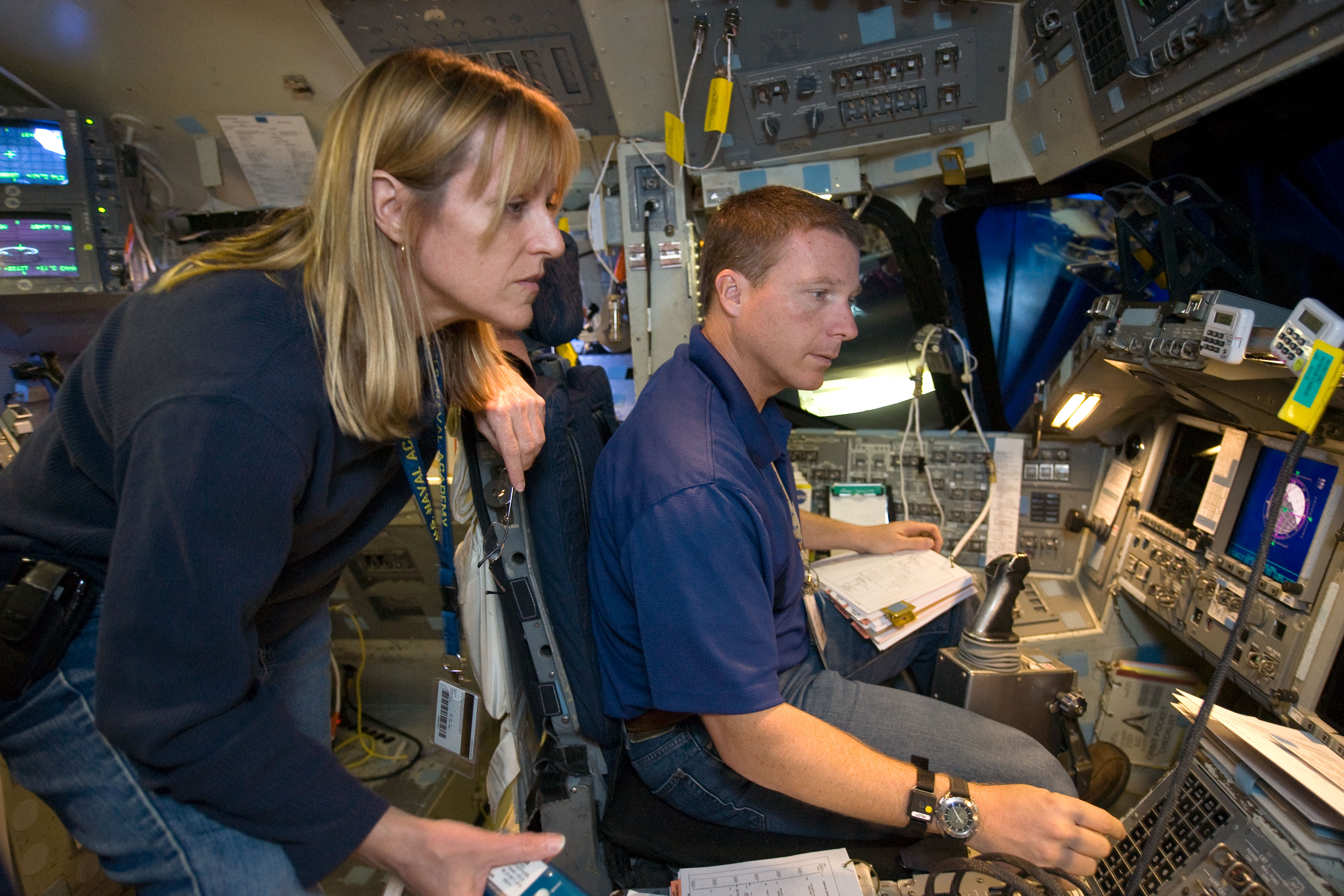
Kathryn Hire durante la misión STS-130 con el astronauta Terry W. Virts

Kathryn Patricia Hire, nació en Mobile, Alabama, y se graduó en la St. Pius X Catholic Elementary School en 1973 y la Murphy High School en 1977, ambas en Alabama.
Realizó un Bachelor of Science en Ingeniería y gestión, por la Academia Naval de los Estados Unidos en 1981, y realizó un Master of Science en Tecnología espacial por el Instituto Tecnológico de Florida en 1991.

### Carrera militar
Tras obtener sus insignia como Naval Flight Officer en octubre de 1982, realizó misiones de investigación oceanográfica aerotransportadas en todo el mundo con el Escuadrón Ocho de Desarrollo Oceanográfico (VXN-8) con sede en la Estación aeronaval del Río Patuxent, en Maryland. Voló como coordinadora del proyecto oceanográfico, como comandante de misión y oficial de destacamento a cargo a bordo de las aeronaves especialmente configuradas RP-3A y la RP-3D Orion.
Más tarde fue contratada para instruir a los oficiales de vuelo navales que debían instruir a los estudiantes mientras estaban asignados a la Unidad de Entrenamiento Naval Aéreo Mather (NAVAIRTU Mather), un comando asociado con el Ala de Entrenamiento aéreo 323d en la Base de la Fuerza Aérea Mather, California. Mientras estaba asignada a la NAVAIRTU Mather, Hire pasó de ser Instructora de navegación y directora del curso a Curriculum Manager, mientras que se le asignó simultáneamente como instructora de vuelo de navegación en el avión T-43A de la USAF.
En enero de 1989 renunció a la comisión de la Regular Navy y dejó el servicio activo, aceptando la comisión de reserva y uniéndose a la  Naval Reserve en NAS Jacksonville, Florida. Sus primeros turnos de servicio incluyeron la Patrol Squadron Augment Unit VP-0545 y el Centro de Operaciones de Guerra Antisubmarina 0574 y 0374.
Tras la derogación del Título 10 U.S.C., restricción de aviones de combate para mujeres aviadores militares, en 1993, Hire fue la primera mujer en el ejército de los Estados Unidos. Fue asignada a una tripulación de combate, reportando al Escuadrón de Patrulla 62 (VP-62), el 13 de mayo de 1993 voló como un navegante y comunicadora en el P -3C Orion. El escuadrón VP-62 también se instaló en NAS Jacksonville, y se desplegó rutinariamente para operaciones de vuelo en todo el Atlántico Norte, Europa y el Caribe.

## Carrera en la NASA
Comenzó a trabajar en el Centro Espacial Kennedy en mayo de 1989, primero como Ingeniera de Activación de la Instalación de Procesamiento Orbiter 3 y luego como Ingeniera de Sistemas Mecánicos de Transbordador Espacial para la Compañía de Operaciones Espaciales Lockheed. En 1991 fue certificada como Ingeniera de Proyecto de Prueba del Transbordador Espacial (TPE) y dirigió la realización de las Unidad de Movilidad Extravehicular (trajes espaciales) y el Sistema de Acoplamiento del Orbiter Ruso. Fue asignada como Supervisora de los Mecanismos del Orbiter del Transbordador Espacial y Launch Pad Swing Arms en 1994.
Fue seleccionada por la NASA en diciembre de 1994, y se instaló en el Centro Espacial Johnson en marzo de 1995. Después de un año de capacitación, trabajó en el control de la misión como comunicadora de naves espaciales (CAPCOM). Voló como Especialista de Misiones-2 en la operación STS-90 Neurolab en 1998 y registró más de 381 horas en el espacio. Se desempeñó como Líder de la Oficina de Astronautas para el Laboratorio de Integración de Aeronáutica de Lanzadera (SAIL), cargas útiles del Shuttle y Equipo de Tripulación de Vuelo. Fue asignada al equipo de Astronaut Support Personnel (ASP) para las Operaciones del Centro Espacial Kennedy. Viajó a la Estación Espacial Internacional como Especialista de Misión para la misión del transbordador espacial STS-130.

### STS-90

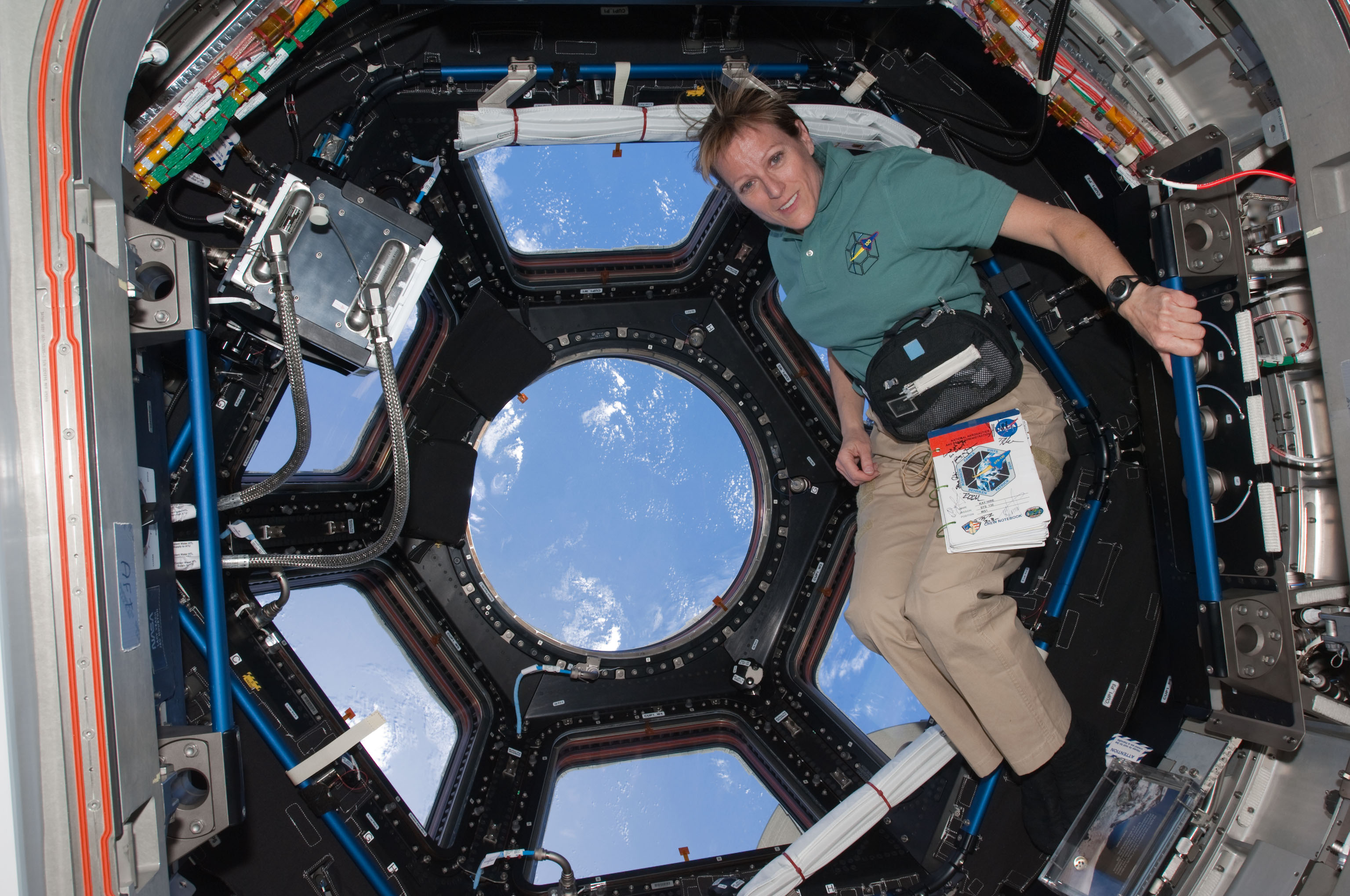
Kathryn Hire durante la misión STS-130 en 1998

En la STS-90 Neurolab, del 17 de abril al 3 de mayo de 1998, trabajó como especialista en misiones 2, e ingeniera de vuelo durante el vuelo. Los siete miembros de la tripulación a bordo del transbordador espacial Columbia sirvieron como sujetos experimentales y fueron los operadores de 26 experimentos de ciencias de la vida, centrados en los efectos de la microgravedad en el cerebro y el sistema nervioso central. La tripulación del STS-90 orbitó alrededor de la Tierra 256 veces durante 16 días.

### STS-130
La STS-130, del 8 al 21 de febrero de 2010 partió en el transbordador espacial Endeavour, que fue lanzado para la trigésimo segunda misión de ensablaje de la Estación Espacial Internacional. La tripulación de la misión entregó cargamento y equipó el Nodo 3, también conocido como Tranquility, y la cúpula, un portal de siete ventanas para la estación espacial. Como especialista de misión, Hire operó los brazos robóticos, dirigió la transferencia de 4500 libras de carga y ayudó a instalar el reciclaje de agua, la limpieza y enfriamiento del aire y el equipo de ejercicio de la tripulación en el Nodo 3 y la cúpula. Durante la misión de 2 semanas, la tripulación completó 217 órbitas alrededor de la Tierra.

Emblemas de las misiones
Misión STS-90
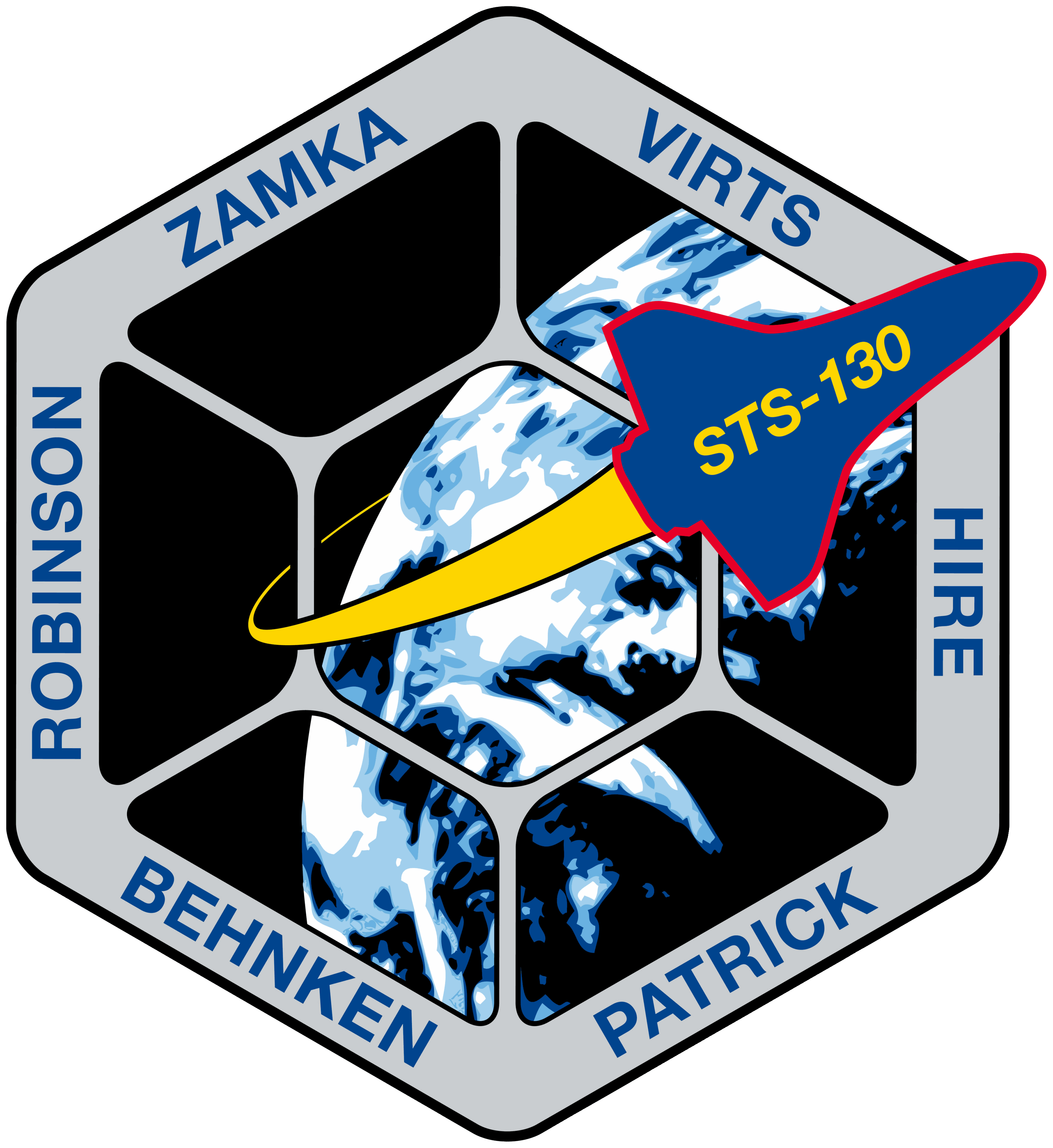
Misión STS-130